# В'яльки (Унецький район)
В'яльки (рос. Вяльки) — присілок в Унецькому районі Брянської області Російської Федерації.
Населення становить 82 особи. Входить до складу муніципального утворення Івантенське сільське поселення.

## Історія
Населений пункт розташований на території українського етнічного та культурного краю Стародубщина.
Від 2005 року входить до складу муніципального утворення Івантенське сільське поселення.

## Населення
| 2010 | 2013 |
| ---- | ---- |
| 83   | ↘82  |